# Octonoba yaeyamensis
Espèce
Octonoba yaeyamensis est une espèce d'araignées aranéomorphes de la famille des Uloboridae.

## Distribution
Cette espèce est endémique des îles Yaeyama dans l'archipel Nansei au Japon,. Elle se rencontre sur Iriomote-jima et Ishigaki-jima.

## Description
Le mâle holotype mesure 2,58 mm et la femelle paratype 3,88 mm.

## Étymologie
Son nom d'espèce, composé de yaeyam[a] et du suffixe latin -ensis, « qui vit dans, qui habite », lui a été donné en référence au lieu de sa découverte, les îles Yaeyama.

## Publication originale
- Yoshida, 1981 : Seven new species of the genus Octonoba (Araneae: Uloboridae) from the Ryukyus, Japan. Acta Arachnologica, vol. 30, no 1, p. 21-32 (texte intégral).